# Adenomera andreae
Adenomera andreae is een kikker uit het geslacht Adenomera en de familie fluitkikkers (Leptodactylidae). De soort werd voor het eerst wetenschappelijk beschreven door Johannes Peter Müller in 1923. Oorspronkelijk werd de wetenschappelijke naam Leptodactylus andreae gebruikt.
De kikker komt voor in delen van Zuid-Amerika en leeft in de landen Bolivia, Brazilië, Colombia, Ecuador, Frans-Guyana, Guyana, Peru, Suriname en Venezuela.